# Góra Trzech Krzyży w Szydłowcu
Góra Trzech Krzyży (zwana także Górką Trzech Krzyży lub Małą Golgotą) - wzniesienie (sztuczne usypisko-hałda) w granicach miasta Szydłowca, na terenie Podgórza o wysokości 272 m n.p.m. a 7,5 od poziomu ulicy.

## Historia Kopca
Miejscowa tradycja wiąże to miejsce przede wszystkim z panującymi niegdyś w mieście zarazami zwłaszcza w II połowie XVII wieku. Bliższa obserwacja tego sztucznego usypiska sugeruje, że jego powstanie nie ma związku z tą tradycją. Jest to kopiec zbudowany z drobnych fragmentów skalnych, stanowiących odpady przy wydobywaniu bloków piaskowcowych, tzw. hałda poeksploatacyjna. Hałdę otaczają bardzo stare wyrobiska po eksploracji piaskowców, obecnie już słabo czytelne w morfologii terenu, zabudowane domami. Na jednym z najstarszych planów Szydłowca pochodzącym z 1826 roku w tym właśnie miejscu na gruntach należących do parafii szydłowieckiej ówczesny geodeta "geometra przysięgły" Jan Zawadzki, postawił dziwny znak - liczne, ułożone w czworokąt równoległe prążki. Bardzo możliwe jest to, że w tym miejscu zlokalizowane były najstarsze miejsca eksploracji piaskowców w Szydłowcu. W 1645 roku były w Szydłowcu co najmniej dwa wyrobiska, bowiem wykaz dochodów z tego roku widnieje "...góra kamienna, która świeżo otworzyła...". Ze szczytu kopca zwieńczonego krzyżami rozciąga się widok na Centrum miasta. Dominuje gotycka bryła kościoła farnego, za którym znajduje się renesansowy ratusz, częściowo zasłonięty. W drzewach na lewo ukryty jest zamek Szydłowieckich.

## Trzy Krzyże
W Szydłowcu w II połowie XVII oraz w okresie wojny północnej na początku XVIII wieku, "grasowała zaraza". Nie wiadomo w którym roku, przypuszczalnie z obawy przed epidemią, w pobliżu ul. Podgórze pojawiły się trzy wysokie, drewniane krzyże.

## Galeria

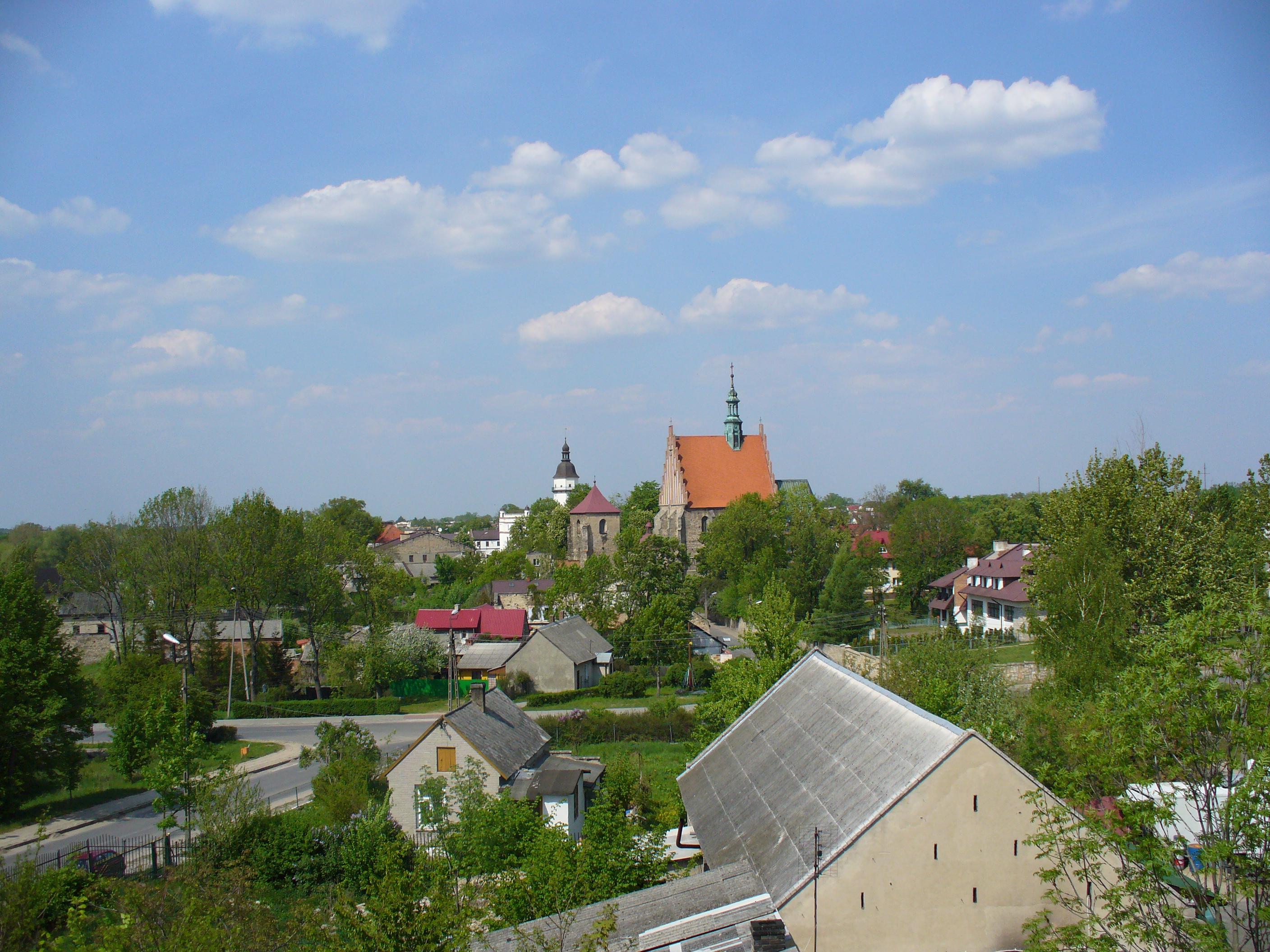
Panorama miasta z góry
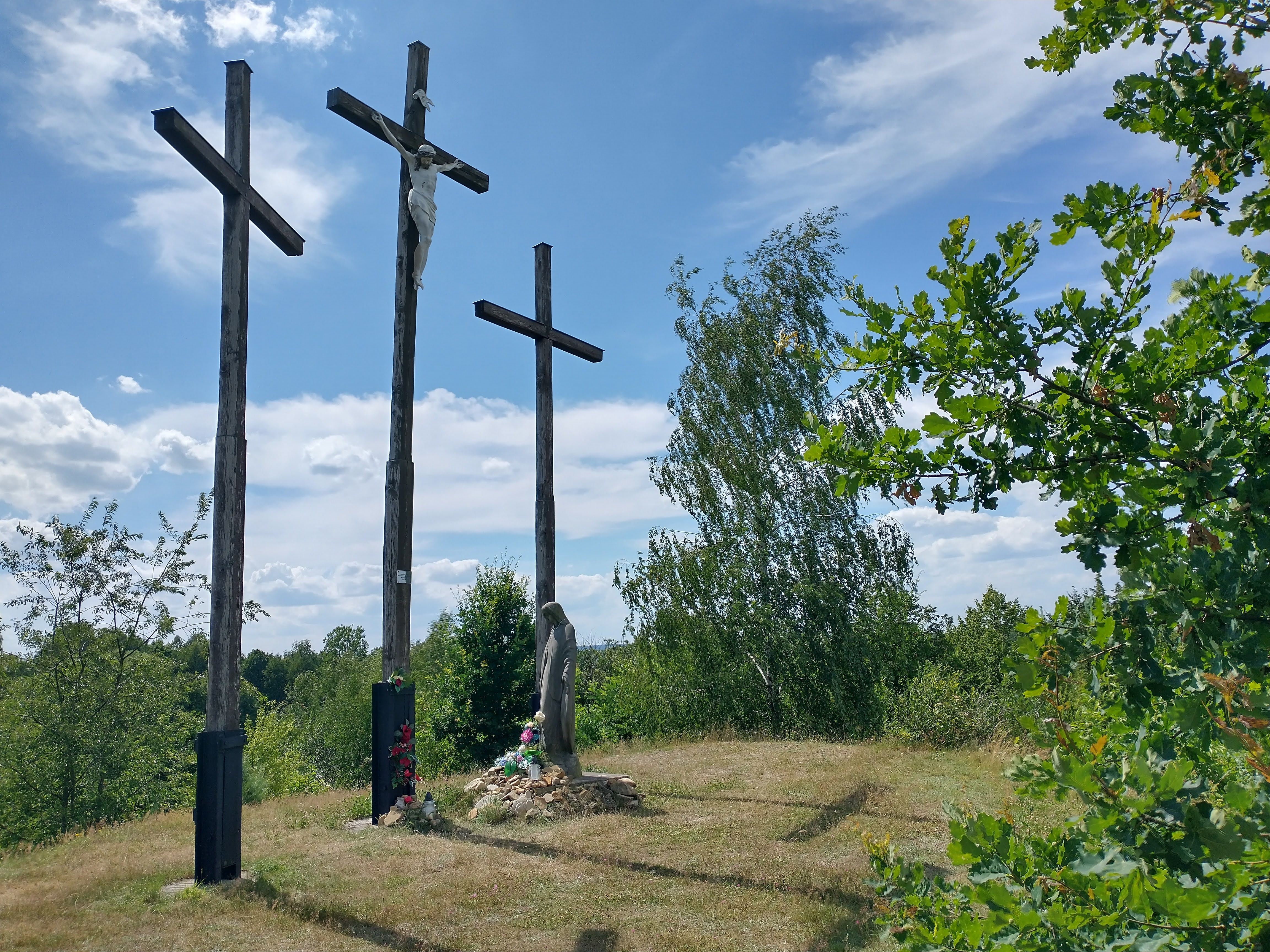
Partia szczytowa
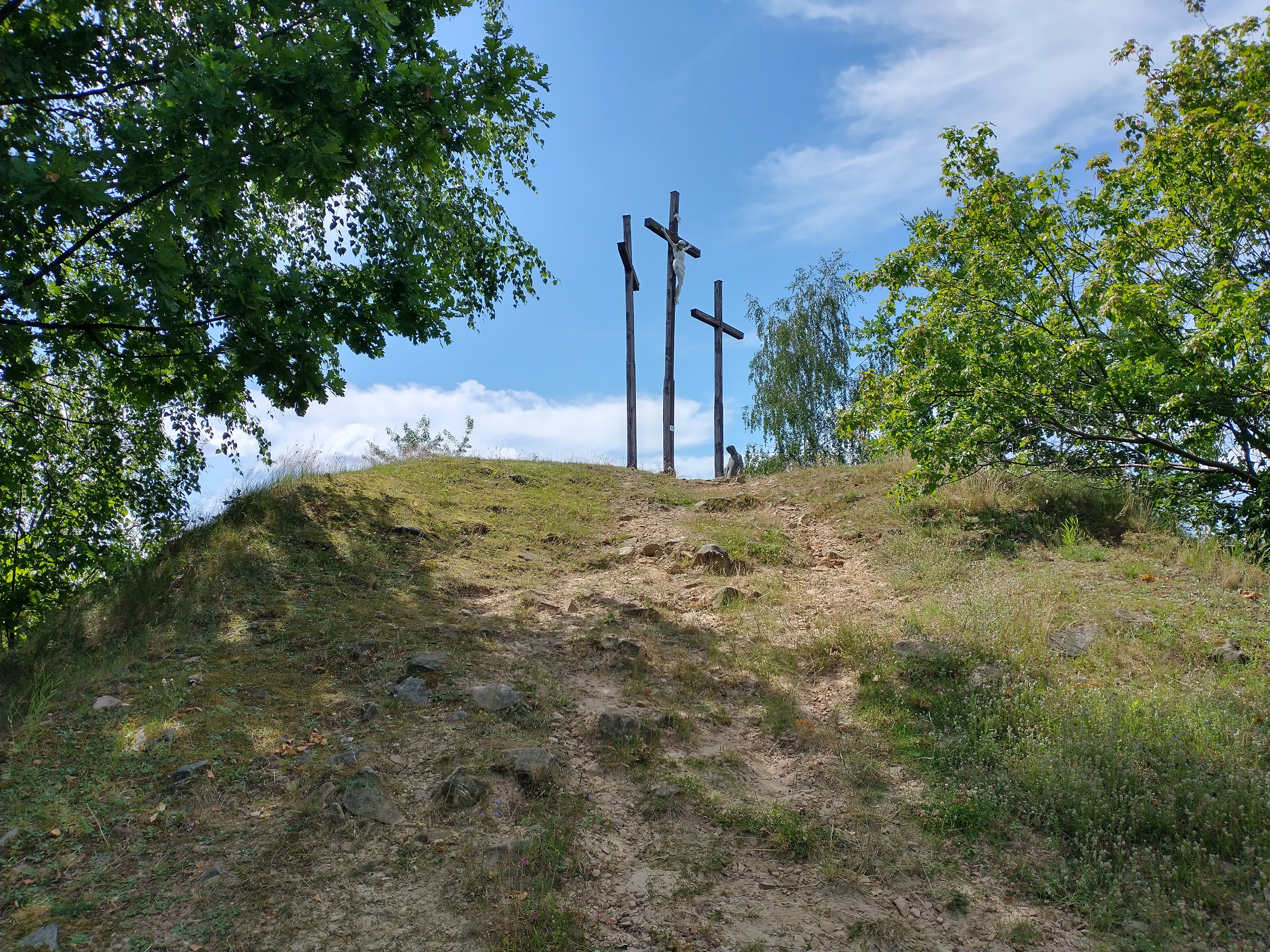
Droga wejściowa